# Domessin
Domessin é uma comuna francesa na região administrativa de Auvérnia-Ródano-Alpes, no departamento de Saboia. Estende-se por uma área de 9,83 km². Em 2010 a comuna tinha 1 926 habitantes (densidade: 195,9 hab./km²).